# Urban Heckenstaller
Urban Heckenstaller († 1748) war bayerisch-kurfürstlicher Geheimer Kanzleisekretär.
Heckenstaller war Mitverfasser des Manifests der „Kurbayerischen Landesdefension Oberland“ (das Tölzer Patent), das zum Oberländer Aufstand gegen die Österreicher 1705/06 (vergleiche: Sendlinger Mordweihnacht) führte, an dem er selbst auch beteiligt war. Nach der Niederschlagung der Erhebung floh er in das Freisinger Franziskanerkloster. Ab 1715 stand er wieder in kurfürstlichen Diensten.